# Sokół afrykański
Sokół afrykański (Falco cuvierii) – gatunek średniej wielkości ptaka drapieżnego z rodziny sokołowatych (Falconidae), zamieszkujący Afrykę Subsaharyjską.

## Systematyka
Monotypowy (nie wyróżnia się podgatunków). Blisko spokrewniony z kobuzem (F. subbuteo), czasem bywał uznawany za jego podgatunek, prawdopodobnie także z sokołem rdzawobrzuchym (F. severus) i australijskim (F. longipennis).

## Morfologia
Ma 30 cm długości i waży 165 g. Ubarwienie obu płci jest podobne, choć samice są większe od samców.

## Występowanie
Spotyka się go w Angoli, Beninie, Botswanie, Burkinie Faso, Burundi, Kamerunie, Republice Środkowej Afryki, Czadzie, Kongu, Demokratycznej Republice Konga, Wybrzeżu Kości Słoniowej, Etiopii, Gabonie, Gambii, Ghanie, Gwinei, Gwinei Bissau, Kenii, Liberii, Malawi, Mali, Mozambiku, Namibii, Nigrze, Nigerii, Rwandzie, Senegalu, Sierra Leone, Somalii, Południowej Afryce, Sudanie, Suazi, Tanzanii, Togo, Ugandzie, Zambii i Zimbabwe. Lokalnie migruje, choć trasy wędrówek nie są dobrze poznane.
Zasiedla lasy i tereny o niezbyt wysokiej roślinności trawiastej. Przebywa na otwartych obszarach i skrajach wilgotnych terenów zalesionych. Najpowszechniejszy w sawannach palmowych i w lasach galeriowych, choć obecny jest też w miastach. W Zimbabwe i Dolinie Zambezi w Zambii trzyma się drzew palmowych, podczas gdy w Namibii preferuje roślinność szerokoliściastą, w Kampali w Ugandzie – drzewa eukaliptusowe. Zwykle widuje się go pojedynczo, w parach lub w małych rodzinnych grupach.

Jest nieufny wobec ludzi i trudno go dostrzec.

## Pożywienie
Poluje na małe ptaki, nietoperze i owady w locie, szczególnie o świcie i zmierzchu na polanach lub nad zbiornikami wodnymi i wodopojami. 
W trakcie polowania może latać nad swoim terytorium w poszukiwania dogodnego miejsca lub łapać ofiarę z zasiadki siedząc na gałęzi. Często na terenach z kopcami termitów łączy się ze stadami kobuzów i innych drapieżników. Wśród ofiar sokołów afrykańskich znajdują się cykady, koniki polne, świerszcze i modliszki.

## Okres lęgowy
Sokoły afrykańskie same nie budują gniazd – szukają opuszczonych konstrukcji lęgowych po innych ptakach drapieżnych lub po krukach. Gniazda sokołów afrykańskich znajdują się na wysokich drzewach lub w rozwidleniach liści palm, zbudowane są ze starych gałązek. Samica składa zwykle 3 beżowe jaja o gęstym brązowawym nakrapianiu, w Zimbabwe ma to miejsce od września do listopada pod koniec pory suchej.

## Status
Międzynarodowa Unia Ochrony Przyrody (IUCN) uznaje sokoła afrykańskiego za gatunek najmniejszej troski (LC – least concern) nieprzerwanie od 1988 roku. Liczebność populacji w 2001 roku szacowano na ponad 10 tysięcy osobników. Trend liczebności populacji uznaje się za spadkowy.